# Lumnezia
Lumnezia (tyska Lugnez) är en kommun i regionen Surselva i den schweiziska kantonen Graubünden. Kommunen har 2 072 invånare (2023). Den omfattar en stor del av dalgången med samma namn, vilken genomströmmas av floden Glogn (Glenner), det största biflödet till Rein Anteriur  (Vorderrhein).
Kommunen inrättades år 2013 genom en sammanslagning av ett antal småkommuner i Lumnezia-dalen: Cumbel, Degen, Lumbrein, Morissen, Suraua, Vignogn, Vella och Vrin. Suraua bestod av orterna Camuns, Surcasti, Tersnaus, Uors och Peiden.
Dess centralort är Vella, som har urgamla traditioner som huvudort för dalen. Lumnezia var förr ett tingslag (ungefär motsvarande ett svenskt härad) som grundades under medeltiden och avskaffades 1851. Det omfattade förutom den nuvarande kommunen även Sankt Martin, Duvin och Surcuolm som nu tillhör andra kommuner.

## Språk
Det traditionella språket i området är den surselviska dialekten av rätoromanska, vilket alltjämt är huvudspråk för 85% av invånarna, och det språk som används i kommunal förvaltning och skolundervsining. 

## Religion
Samtliga kyrkor i kommunen är katolska, så den reformerta minoriteten söker sig till kyrkorna i Luven och Duvin i grannkommunen Ilanz/Glion.